# Jean-Baptiste Lefranc
Pour les articles homonymes, voir Lefranc.
Jean-Baptiste Lefranc, né le 12 juillet 1758 à Mont-de-Marsan et mort le 1er novembre 1839 à Saint-Avit, est un homme politique et avocat français.

## Biographie
Jean-Baptiste André Lefranc naît 12 juillet 1758 à Mont-de-Marsan (généralité d'Auch et Pau). Il est le fils de Léon Lefranc, bourgeois et marchand et de Catherine Ducourneau. Il est procureur-syndic de Mont-de-Marsan. Le 4 septembre 1892, il est élu député des Landes à la Convention nationale (183 voix sur 335 votants). Inscrit chez les modérés et s’exprime à plusieurs reprises. Pendant le procès de Louis XVI, il dit :« je n'ai jamais cru voter que comme législateur. Je crois que la mesure de sûreté préférable est le bannissement, et préalablement la réclusion, jusqu'à la paix ». Il propose l’import en France d’étalons et de béliers de race espagnole, se plaint d’une calomnie de Louis Marie Stanislas Fréron et demande l’armement des républicains landais. Il est réélu le 26 octobre 1795 au conseil des Cinq-Cents et s’exprime sur la répartition de l’emprunt forcé, le rétablissement d’une banque et le mode de paiement du millard promis aux patriotes. Il démissionne le 3 juin 1797, et devient sous le premier Empire procureur impérial de Mont-de-Marsan, puis administrateur du département des Landes. Il meurt le 1er novembre 1839 à Saint-Avit.